# Zaluzhzhia (Berezhany)
Zaluzhzhia (ucraniano: Залу́жжя) es un pueblo de Ucrania, constituido administrativamente como una pedanía de la ciudad de Berezhany, en el raión de Ternópil de la óblast de Ternópil.
En 2001, el pueblo tenía una población de 122 habitantes.
Se ubica en las afueras septentrionales de Bishche, unos 2 km al oeste de Urman.

## Historia
Antes de la fundación del actual municipio de Berezhany en 2018, el pueblo era una pedanía del consejo rural de Bishche, en el raión de Berezhany.